# Digonis olivacea
Digonis olivacea là một loài bướm đêm trong họ Geometridae.